# پال ریسی
پال ریسی (انگلیسی: Paul Raci؛ زادهٔ ۷ آوریل ۱۹۴۸) بازیگر اهل ایالات متحده آمریکا است. وی از سال ۱۹۸۷ میلادی تاکنون مشغول فعالیت بوده‌است. از فیلم‌ها یا برنامه‌های تلویزیونی که وی در آن نقش داشته‌است می‌توان به صدای متال و اژدها: داستان بروس لی اشاره کرد.